# 소녀와 거미
《소녀와 거미》(독일어: Das Mädchen und die Spinne)는 2021년 공개된 스위스의 극영화이다. 라몬 취르허와 질반 취르허 형제가 연출했다.
2021년 7월 베를린 영화제에서 공개되었다. 대한민국에는 같은 해 10월 부산국제영화제에서 공개되었다.

## 줄거리
영화는 마라와 리사라는 두 여성이 함께 살아가던 중, 리사가 새로운 아파트로 이사를 가게 되면서 벌어지는 감정적 복잡성을 중심으로 전개된다. 오랫동안 함께 지내온 두 사람은 리사의 이사를 앞두고 미묘한 긴장과 변화를 겪게 되며, 이 과정에서 각자의 내면과 관계에 대한 깊이 있는 성찰이 드러난다. 단순한 이삿날의 풍경을 배경으로, 두 사람을 둘러싼 인물들과의 상호작용 속에서 복잡하게 얽힌 감정들이 섬세하게 묘사된다. 영화는 이사를 계기로 발생하는 인물들의 심리 변화와 관계의 역동성을 포착하며, 표면적으로는 평온해 보이지만 그 이면에는 격렬한 감정의 소용돌이가 숨겨져 있음을 보여준다.

## 출연진
- 헨리에테 콘푸리우스 - 마라 역
- 릴리아네 아무아트 - 리자 역
- 우르시나 라르디 - 아스트리드 역
- 플루린 기거 - 얀 역
- 안드레 헤니케 - 유레크 역
- 이반 게오르기예프 - 마르쿠스 역
- 다그나 리첸베르거비네트 - 케르스틴 역
- 레아 드레거 - 노라 역
- 사빈 티모테오 - 카렌 역
- 비르테 슈뇌잉크 - 에마 역